# فرناندو ديلغادو غيريرو
فرناندو ديلغادو غيريرو (بالإسبانية: Fernando Delgado Guerrero)‏ هو لاعب كرة قدم إسباني، ولد في 1 أغسطس 2001 في إسبانيا. لعب مع رايو ماخاداهوندا.

## وصلات خارجية
- فرناندو ديلغادو غيريرو على موقع قاعدة بيانات كرة القدم.إي يو (الإنجليزية)
- فرناندو ديلغادو غيريرو على موقع Soccerway.com (الإنجليزية)